# Коледж Редкліфф
Коледж Редкліфф або Редкліффський коледж  був жіночим коледжем вільних мистецтв у Кембриджі і функціонував як жіноча координаційна установа для  Гарвардського коледжу. Він також входив в асоціацію Сім сестер, серед яких він разом з Брін-Мор-коледжом розділював репутацію особливо розумних та вільнодумних студентів. Редкліфф присвоював дипломи Коледжу Редкліфф близько 70 перших років свого існування, а потім об'єднані дипломи Гарвард-Редкліфф для випускників починаючи з 1963 року. У 1977 було підписану формальну угоду «злиття без злиття». Повна інтеграція з Гарвардським університетом закінчилась у 1999 році.
Колишній адміністративний кампус Редкліффа (Редкліфф Ярд), де розміщені Редкліффський інститут перспективних досліджень, і житловий кампус Редкліффський чотирикутник (англ. Pforzheimer House, англ. Cabot House, та англ. Currier House) були включені в систему Гарвардського університету.
Відповідно до умов об'єднання 1999 Редкліфф Ярд і Редкліффський чотирикутник зберігають  позначення «Редкліфф»  на необмежений термін.

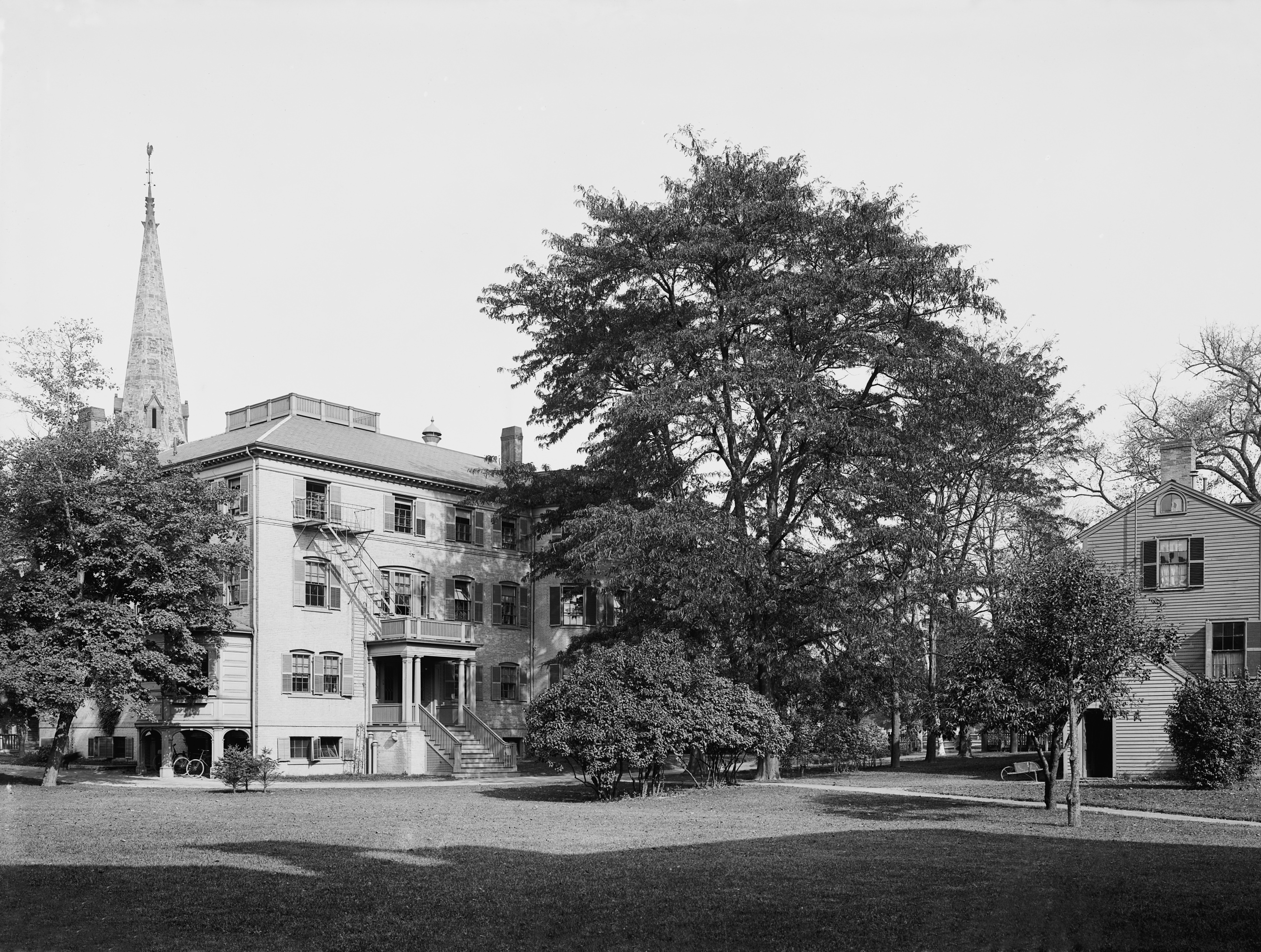
Одними з найперших будівель у Редкліфф коледжі були Fay House та гімнастичний зал (фото 1904 року).

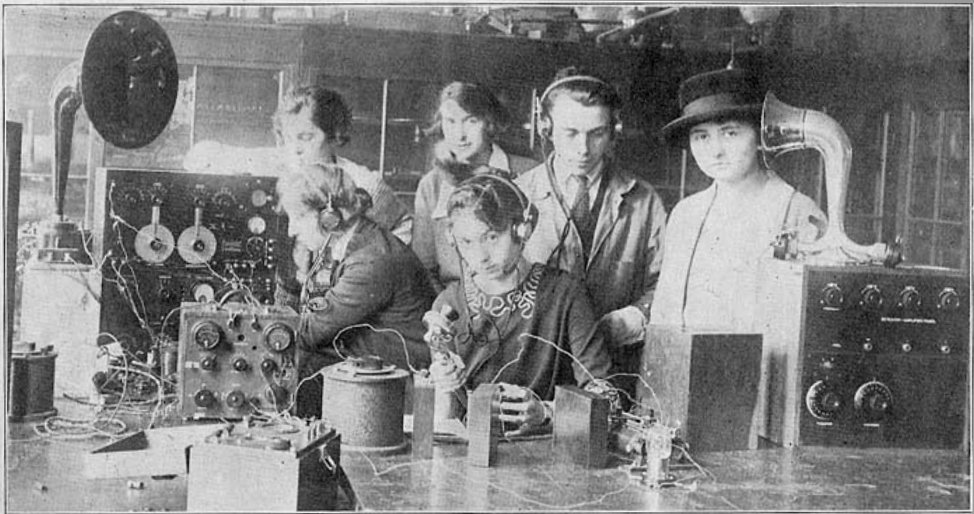
Клас по радіо науці, 1922

## Відомі випускники
- Барбара Такман, письменник та історик
- Беназір Бхутто[4], політичний діяч
- Кононенко Наталія Олегівна, фольклористка
- Енн Маккефрі[5], дитячий письменник